# 侯潭站
侯潭站是皖赣铁路的一个车站，位于安徽省黄山市祁门县塔坊乡。车站距芜湖站320公里，距贵溪站230公里，现由上海铁路局芜湖车务段管辖，办理列车通过、会让业务，货运仅办理专用线货运作业。

## 概要
车站于1982年10月1日开始临管运输，1984年5月31日随皖赣铁路正式开通运营。车站地处山腰，站内调车股道大于6‰，为此车站职工制定了《调车安全控制六条措施》等指南，以确保行车安全。车站对外交通不便，公路难以直达车站。车站职工除了乘休息时前往乡里购买荤菜外，还在车站附近荒地里开荒种菜以及养殖家禽以补贴基本生活需要。

## 营运状况
目前侯潭站办理列车通过、会让业务和通勤列车旅客乘降业务，不办理行李、包裹托运业务。每日车站有一对来往黄山和倒湖的通勤列车停靠，供车站及沿线铁路职工使用。车站货运仅办理专用线货运作业，站内设有通往解放军80302部队侯潭转运站的121专用线，发到货品主要为液化压缩气体等易燃易爆物品，每月发送量在4万吨以上。

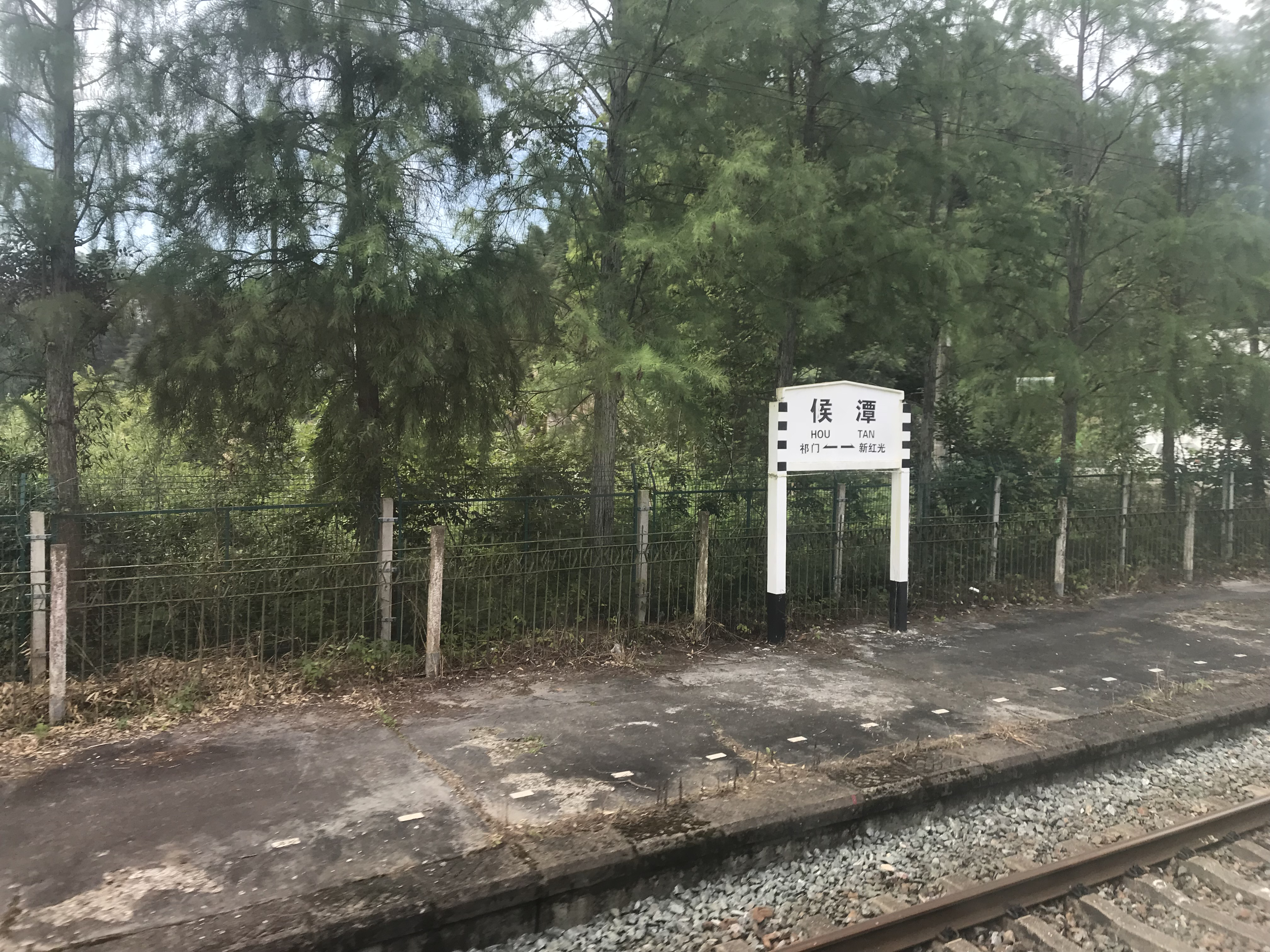
车站站台
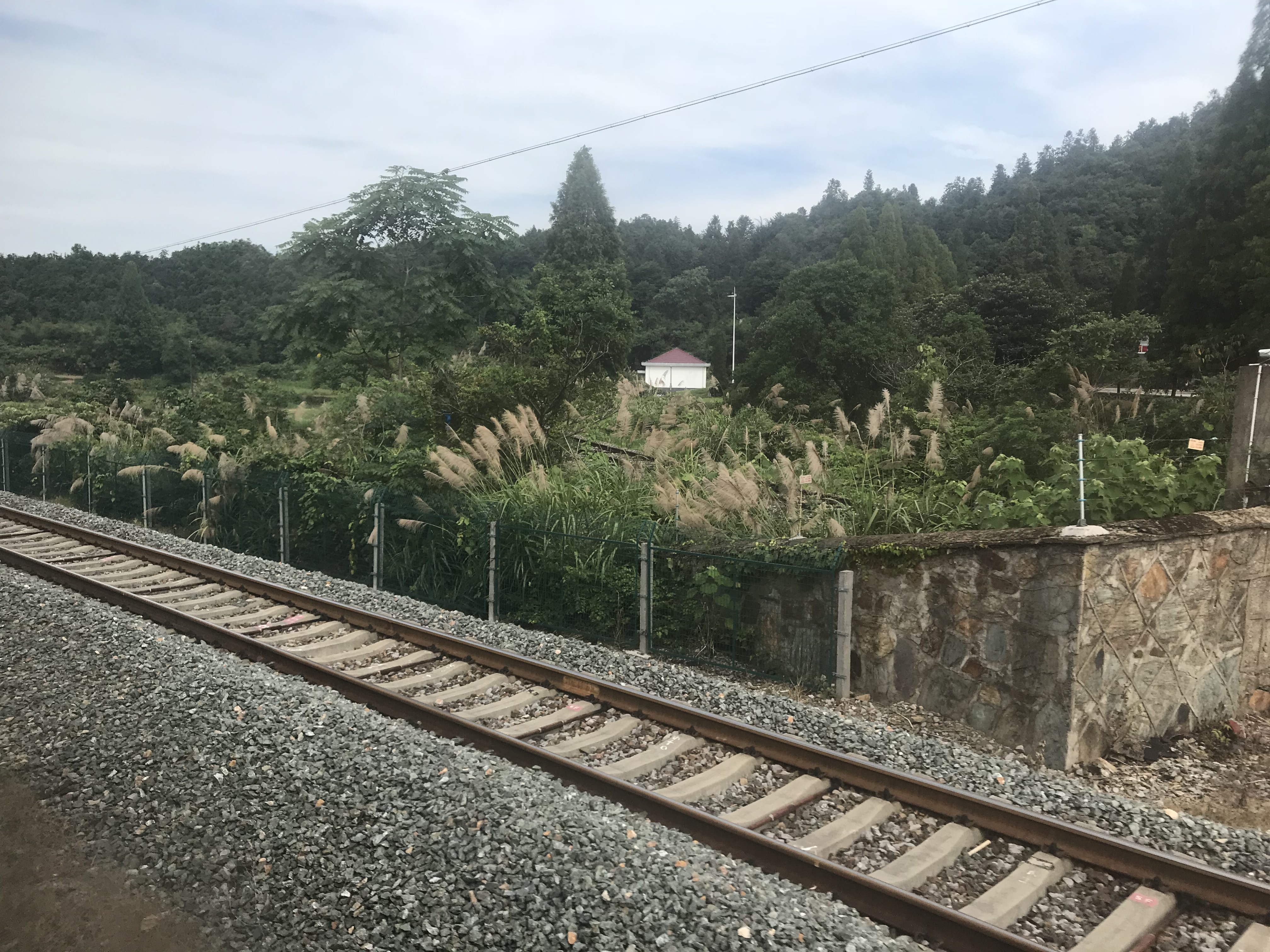
车站侧线及专用线
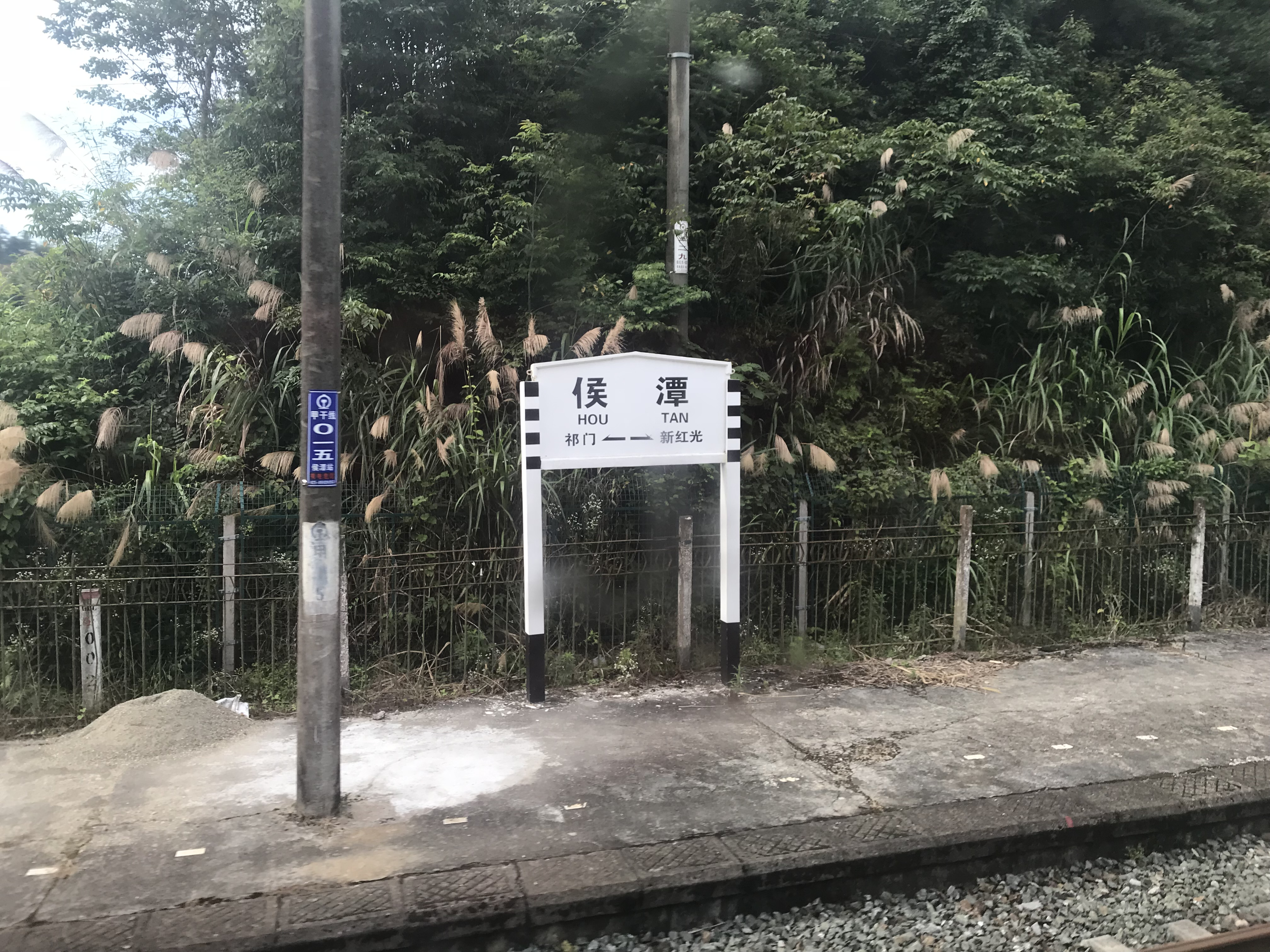
车站站牌
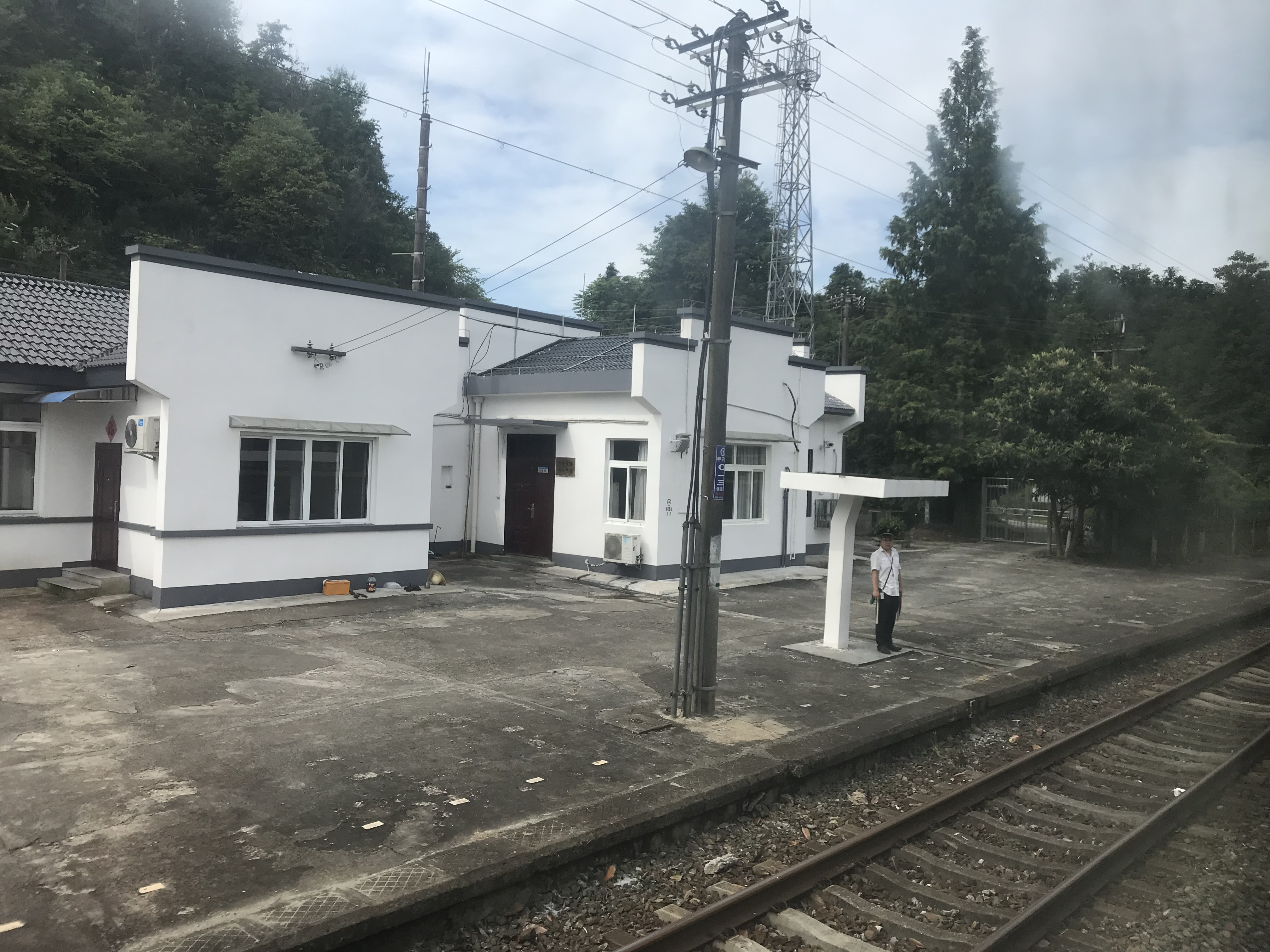
车站值班室

## 事件
- 2016年6月21日晚，祁门县普降暴雨。溶口乡有一名孕妇急需生产，然而当地卫生所条件不足，需从祁门县医院抽调人手和设备。然而前往溶口的道路已被暴雨冲毁，载着祁门县医院支援医生的救护车在塔坊镇侯潭便无法前进。情急之下，他们联系了侯潭车站请求提供帮助。在车站向上海铁路局争取后，当晚的K783次列车临时在侯潭和溶口站停车，帮助医生乘坐火车前往溶口接生[12][13]。